# 李希成
李希成（1903年—1962年），江蘇省扬州寶應縣人。

## 生平
李希成為武漢大學法律系第三屆畢業生，專攻經濟法學。1940年秋，出任四川省特委会审讯组长、国民政府军事委员会调査统计局（简称“军统局”）川康区司法股长。1941年春，出任国民政府军事委员会调査统计局司法科科长。1945年到1946年，正在担任国民政府军事委员会调査统计局局本部司法室副主任。1947年到1948年，任国防部保密局本部第六处（司法处）处长。1949年，在国防部保密局上海办事处工作。
後來，李希成到台湾。